# Fontanarosa
Fontanarosa  är en kommun i provinsen Avellino, i regionen Kampanien Italien. Kommunen hade 3 109 invånare (2017) och gränsar till kommunerna Gesualdo, Grottaminarda, Luogosano, Mirabella Eclano, Paternopoli samt Sant'Angelo all'Esca.